# Daniel Jönsson Strussflycht

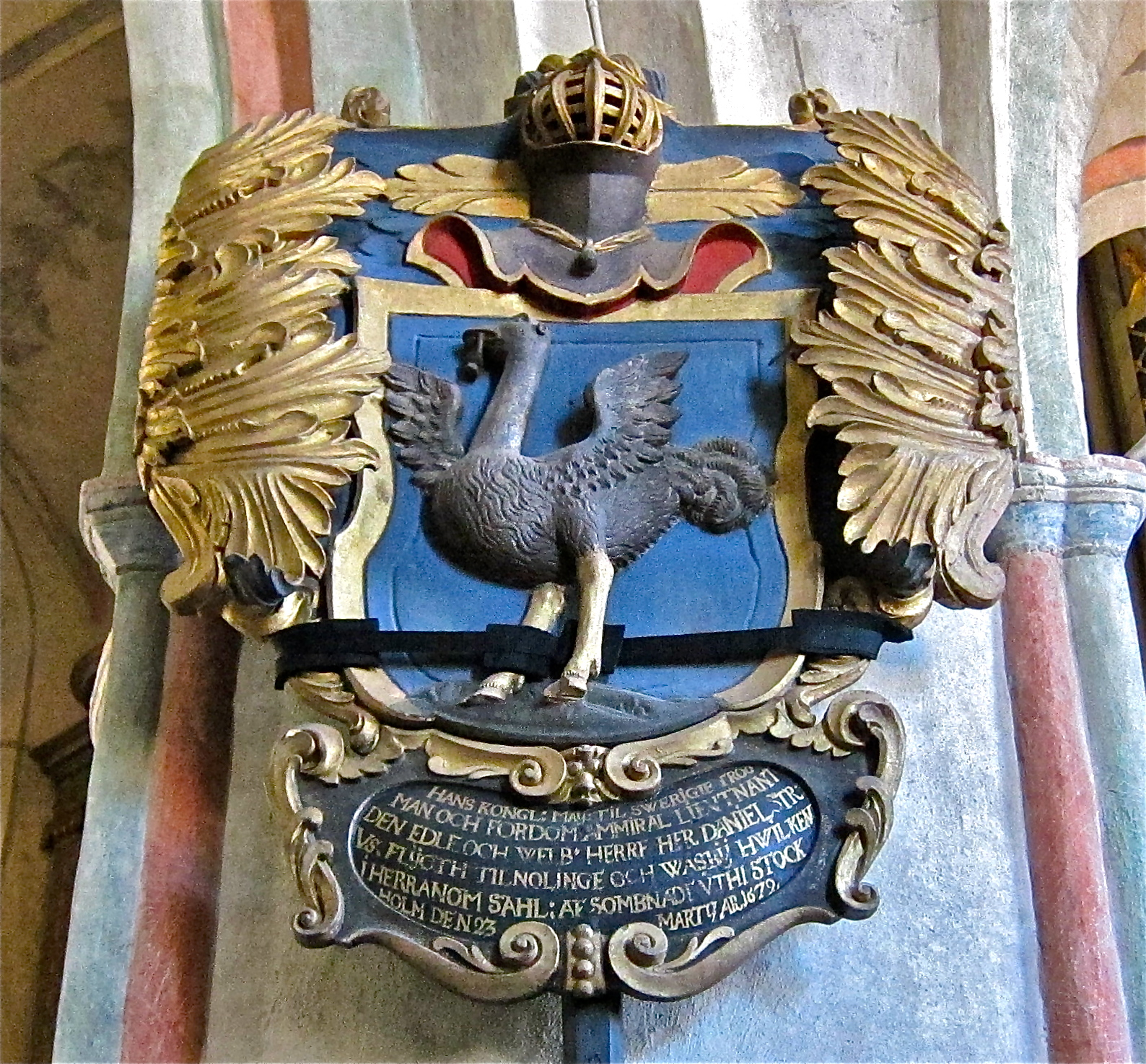
Strussflychts epitafium med hjälmprydnad och struts i Riddarholmskyrkan.

Daniel Jönsson Strussflycht (Strutz innan adlandet), född 28 oktober 1607 i Kalmar, död 23 mars 1672 i Stockholm, var en svensk viceamiral.

## Biografi
Daniel Jönsson Strutz gick i unga år till sjöss. Han blev löjtnant vid amiralitetet 1634 och kapten där 1635. Han var chef för Södermanlands kompani 1640–1651 och blev major 1644. Den 25 augusti 1655 intog en svensk flotta under Strussflychts befäl position i Danzig-bukten för att där upprätta en blockad. En mindre styrka på fem skepp seglade in i hamnen med syfte att kräva tull av inkommande och avgående skepp. År 1658 var han viceamiral i Carl Gustaf Wrangels flotta. Strussflycht var befälhavare över flottan i Landskrona 1659 till 1660 och över flottan i Göteborg 1660 till 1667. Han deltog med regalskeppet Kronan i slaget i Öresund 1658, där han lyckade manövrera så att Kronan kunde beskjuta det holländska amiralsfartyget Eendragt långskeppsvis.
År 1648 blev han adlad Strussflycht och fick för sina insatser godset Väsby i Värmdö socken i livstidsförläning. Genom sitt gifte med Margareta Gyllenax (död 1661) blev han även ägare till egendomen Nolinge i Grödinge socken. Strussflycht var gift en andra gång med  Christina Sinclair (död 1681). Han avled barnlös och begravdes i Riddarholmskyrkan, där hans epitafium är uppsatt som smyckas av en struts. 
En inskription på vapensköldens nedre del lyder:
| ” | Hans Kongl: May: til Swerige troo man och fordom amiral lieutnant j den edle och welb. Herrf her Daniel Strus. Flycth til Nolinge och Wäsby hwilken i herranom sahl: afsombnadt uthi Stockholm den 23 marty år 1679. | „ |